# Thỏ lục địa lớn
Thỏ lục địa lớn hay còn gọi là thỏ Đức lớn là một giống thỏ có nguồn gốc từ Đức. Họ đã được ban đầu được nuôi để lấy thịt sau đó nó được công nhận bởi Hội đồng thỏ Anh (BRC) trong hai loại, màu và trắng. Nhưng nó không phải là một giống được công nhận bởi Hiệp hội nhân giống thỏ Mỹ (ARBA). Chúng có nguồn gốc từ thỏ Bỉ lớn (Giant Flemish). Chúng lần đầu tiên được ghi nhận vào năm 1893.

## Đặc điểm
Một số được cho là thân thiện với động vật khác. Các con thỏ dài nhất là khoảng 4 feet 4 inches và nặng nhất là 53 lbs tuổi thọ trung bình của chúng là 4-5 năm. Chúng là vật nuôi nhạy cảm với các yếu tố ngoại cảnh (chốn trạy, sợ tiếng động), khả năng thích ứng với môi trường kém. Nếu được chăm sóc tốt, chúng sẽ trở nên thân thiện và vui vẻ. Cần tránh tiếp xúc với các loài động vật khác, đặc biệt là chuột. Nếu ban ngày chúng ăn không hết thức ăn thì cần vét sạch máng, nếu thừa chuột sẽ lên ăn và cắn chết thỏ, nhất là thỏ con mới đẻ.
Dạ dày chúng co giãn tốt nhưng co bóp yếu. Nhiều con bị chứng sâu răng hành hạ và có vấn đề về tiêu hóa. Chúng cũng bị mắc một số bệnh như bại huyết, ghẻ, cầu trùng, viêm ruột, do ăn thức ăn sạch sẽ, không bị nấm mốc. Nếu thấy chúng có hiện tượng phân hôi, nhão sau đó lỏng dần thấm dính đét lông quanh hậu môn, kém ăn, lờ đờ uống nước nhiều đó là bệnh tiêu chảy. 

## Chăm sóc
Cho ăn cà rốt có thể khiến chúng bị sâu răng, cũng như gây nên những vấn đề về sức khỏe khác. Cà rốt và táo chứa nhiều đường thực vật, chỉ nên cho thỏ ăn những loại này ít. Chúng thích cam thảo nhưng nó lại không tốt bởi thỏ không thể tiêu hóa đường. Chúng thông thường không ăn rau củ có rễ, ngũ cốc hoặc trái cây, đặc biệt là rau diếp. Nên cho thỏ ăn cỏ, cải lá xanh đậm như bắp cải, cải xoăn, bông cải xanh (phải rửa sạch).
Luôn có thức ăn xanh trong khi chăm sóc, lượng thức ăn xanh cho chúng luôn chiếm 90% tổng số thức ăn trong ngày. Có thể cho chúng ăn thêm thức ăn tinh bột, không được lạm dụng vì chúng sẽ dễ bị mắc bệnh về đường tiêu hóa dẫn đến chết. Nhiều người cho rằng thỏ không cần uống nước là sai. Thỏ chết không phải do uống nước hay ăn cỏ ướt mà vì uống phải nước bẩn và ăn rau bị nhiễm độc.